# Xiphophorus maculatus
Xiphophorus maculatus, comúnmente conocido como platy, es una especie de pez de la familia poeciliidae en el orden de los Ciprinodontiformes. Se encuentran en América: desde el Estado de Veracruz (México) hasta el norte de Belice. Son peces muy populares en el mundo de la acuariofilia, ya que no requieren cuidados especiales y tienen una capacidad excepcional de reproducirse, al igual que otras especies de su misma familia, como los guppys o mollys.

## Características y comportamiento
Los machos llegan a alcanzar una longitud máxima de cuatro centímetros y tienen un aparato reproductor alargado llamado gonopodio, mientras que las hembras pueden llegar hasta los seis centímetros y tienen una aleta anal algo redondeada. Existen numerosas variedades de platys; algunas de ellas (las más habituales) se encuentran descritas en el siguiente apartado.
Son muy pacíficos y prolíficos. Los machos, algunas veces, pueden llegar a ser algo territoriales, pero sin consecuencias mayores. Es un pez ideal para un acuario comunitario (en el que conviven distintas especies de peces).

## Variedades más habituales
- Coral: Cuerpo totalmente de color rojo o naranja.

- Sunset: El cuerpo es bicolor (dos colores)

- Wagtail: Cuerpo de uno o dos colores excepto las aletas, las cuales son negras.

- Azul: Cuerpo de color azulado y con algunos reflejos dorados.

- Mickey: La aleta caudal tiene 3 manchas que recuerdan al famoso ratón de Disney.

- Tuxedo: Cuerpo de uno o varios colores, con una franja de color negro.

- Cometa: La aleta caudal tiene 2 rayas negras en los bordes.

- Piña: Cuerpo completamente amarillo excepto la cabeza, la cual es de color marrón.

Existen más variedades, aunque las más famosas y frecuentes de ver son las anteriores.
Algunas especies son únicas en el mundo como el "Platy Apodaca", que en específico, habita en el Ojo de Agua, de Apodaca, Nuevo Leon (México).

## Reproducción
Los platys son peces ovovivíparos (los huevos permanecen en el interior de la hembra hasta su eclosión y, después, salen los alevines).
Son peces muy fáciles de reproducir. Los machos son bastante acosadores y persiguen a las hembras siempre con la intención de copular, por lo que es recomendable tener de dos a tres hembras por cada macho, ya que alguna podría morir debido al estrés ocasionado. El acto sexual de los platys es extremadamente rápido (de 1 a 3 segundos), tiempo en el cual el macho introduce su gonopodio en el ano de la hembra y deposita el esperma que la fecunda. La gestación tiene una duración aproximada de un mes. En la última semana, el vientre de la hembra aumenta considerablemente de tamaño. Esta parirá de 1 a 50 alevines que se valdrán por sí solos y que, desde el primer momento, irán en busca de alimento. Es recomendable que el acuario tenga una vegetación natural y abundante (especialmente en acuarios comunitarios) para que los alevines puedan refugiarse de sus progenitores y otros peces. Otra opción muy recomendable es separar a la hembra antes de la eclosión para evitar la depredación indicada. A partir de los 6 meses, los alevines ya serán sexualmente maduros.